# Lac Murdock
Pour les articles homonymes, voir Murdock.
Le lac Murdock (en anglais : Murdock Lake) est un lac américain dans le comté de Tuolumne, en Californie. Il est situé à 2 908 mètres d'altitude au sein de la Yosemite Wilderness, dans le parc national de Yosemite.